# Pina Menichelli

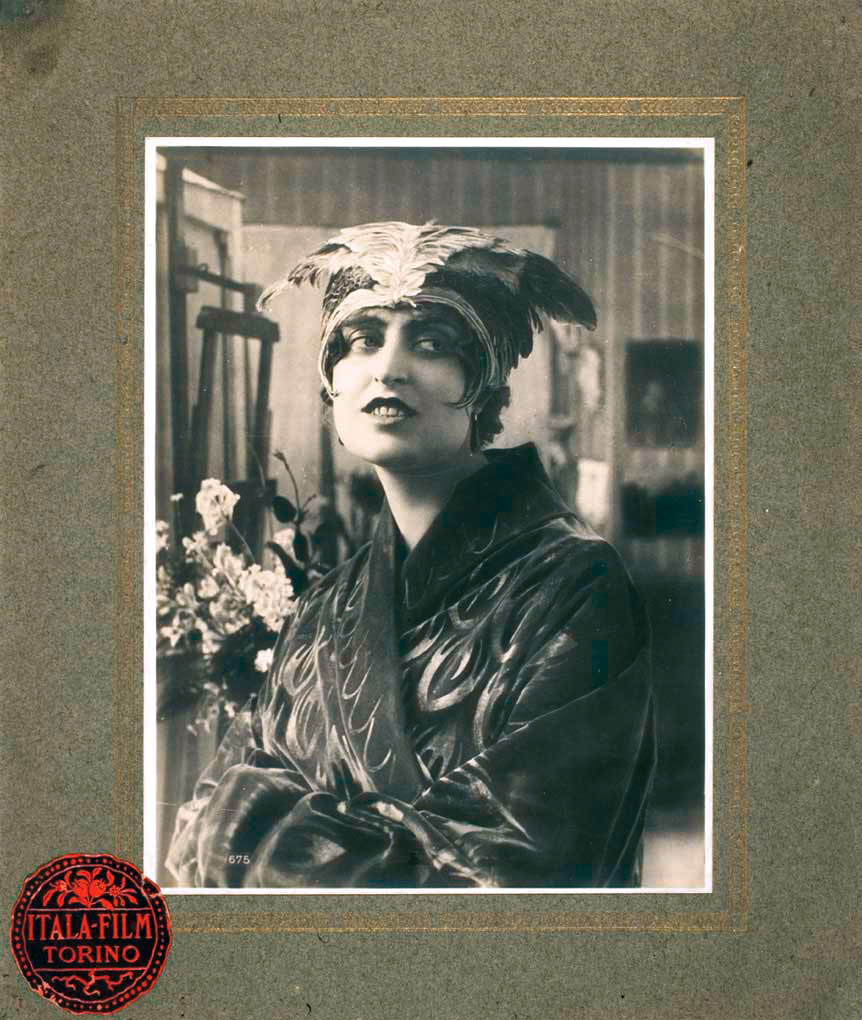
Pina Menichelli in Il Fuoco (1916)

Pina Menichelli (* 10. Januar 1890 in Castroreale; † 29. August 1984 in Mailand) war eine italienische Theater- und Stummfilmschauspielerin. Sie ist neben Lyda Borelli und Francesca Bertini eine der bekanntesten Diven des italienischen Stummfilms.

## Leben
Giuseppina Menichelli, geboren als Tochter sizilianischer Schauspieler, debütierte 1907 in der Theatergruppe der Schauspielerin Irma Gramatica. 1913 trat sie erstmals in einem Film auf und wurde mit ihrem dämonisch-verführerischen Schauspiel neben Francesca Bertini und Lyda Borelli zu einer der bekanntesten Diven im italienischen Film der 1910er Jahre. Sie spielte bei der Filmgesellschaft Cines unter Enrico Guazzoni, Nino Martoglio, Baldassarre Negroni, Nino Oxilia und Augusto Genina. Mit den Filmen Il Fuoco (1916) und Tigre Reale (1916), jeweils an der Seite von Febo Mari und unter der Regie von Giovanni Pastrone, erreichte sie den Höhepunkt ihrer Karriere.
Anfang der 1920er Jahre versuchte sie mit Rollen in Literaturverfilmungen unter Amleto Palermi und Telemaco Ruggeri einen Imagewandel, erreichte aber nicht mehr den früheren Erfolg. Ihre letzte Rolle spielte sie in Occupati d'Amelia nach einem Stück von Georges Feydeau. 1925 zog sie sich ins Privatleben zurück.

## Filmografie
- 1913: A sipario calato
- 1913: Checco è sfortunato in amore
- 1913: Contrasto
- 1913: Eine fürchterliche Tragödie im Kino-Theater (Una tragedia al cinematografo)
- 1913: I contrabbandieri di Bell'Orrido
- 1913: Il banchiere
- 1913: Il lettino vuoto
- 1913: Il romanzo
- 1913: Il salto del lupo
- 1913: Il siero del dottor Kean
- 1913: La barca nuziale
- 1913: La porta chiusa
- 1913: Le mani ignote
- 1913: Zuma
- 1914: Cabiria
- 1914: Cajus Julius Caesar
- 1914: Giovinezza trionfa!
- 1914: Il grido dell'innocenza
- 1914: Il misteri del castello di Monroe
- 1914: La parola che uccide
- 1914: L'ospite di mezzanotte
- 1914: Lulu
- 1914: Maternita tragica
- 1914: Ninna nanna
- 1914: Retaggio d'odio
- 1914: Rinunzia
- 1914: Scuola d'eroi
- 1914: Turbine d'odio
- 1914: Veli di giovinezza
- 1915: Alla deriva
- 1915: Alma mater
- 1915: Fior di male
- 1915: Il sottomarino n. 27
- 1915: La casa di nessuno
- 1915: La morta del lago
- 1915: Papà
- 1915: Per amore di Jenny
- 1916: Il fuoco
- 1916: Tigre reale
- 1916: Vincolo segreto
- 1917: La trilogia di Dorina
- 1918: Die goldene Flechte (L'olocausto)
- 1918: Il giardino incantato
- 1918: La Gemma di Sant'Eremo
- 1918: La moglie di Claudio
- 1918: La passaggera
- 1918: Una sventatella
- 1919: Il padrone delle ferriere
- 1919: Noris
- 1920: Il romanzo di un giovane povero
- 1920: La disfatta dell'Erinni
- 1920: La storia di una donna
- 1921: La verità nuda
- 1921: Le tre illusioni
- 1921: L'età critica
- 1922: La seconda moglie
- 1923: La Biondina
- 1923: La dama de Chez Maxim's
- 1923: La donna e l'uomo
- 1923: L'ospite sconosciuta
- 1923: Una pagina d'amore
- 1925: Occupati d'Amelia